# Charles d’Orléans
Charles d’Orléans (Pariz, 24. studenog 1394. – Amboise, 5. siječnja 1465.) bio je francuski pjesnik.

## Životopis
Bio je vođa armagnačke stranke te otac Luja XII. Bio je zarobljen u bitki kod Azincourta i odveden u Englesku. Tamo je u zatočeništvu (1415.–1440.) napisao djelo „Knjiga tamnovanja” (Le Livre de la prison).
Nakon povratka iz zatočeništva, u Francuskoj je živio uglavnom u dvorcu Bloisu gdje je okupljao pjesnike. Uz Françoisa Villona, smatra ga se najvećim francuskim pjesnikom 15. stoljeća.